# 1997: Fuga da New York
1997: Fuga da New York (Escape from New York) è un film del 1981 diretto da John Carpenter, con Kurt Russell, Lee Van Cleef, Ernest Borgnine, Donald Pleasence, Isaac Hayes ed Harry Dean Stanton.
La pellicola introduce il personaggio dell'antieroe Jena Plissken (chiamato "Snake" Plissken in inglese), interpretato da Russell. Il soprannome originale del personaggio è probabilmente dovuto al vistoso tatuaggio a forma di serpente (snake in inglese) sul ventre. Nel 1996 Carpenter ne ha girato il sequel Fuga da Los Angeles.

## Trama
Nel 1988, dopo che il crimine è aumentato del 400%, il governo degli Stati Uniti ha trasformato l'intera Manhattan in un carcere di massima sicurezza, in cui i reclusi, tutti condannati all'ergastolo, sono lasciati alla mercé di sé stessi. Nel 1997 Jena Plissken, ex eroe di guerra pluridecorato datosi al crimine, sta per fare ingresso nella struttura. Contemporaneamente, l'aereo presidenziale, diretto a un vertice di massima sicurezza e strategia militare mondiale, viene dirottato da una missione suicida dei terroristi del Fronte Americano di Liberazione Nazionale, che intendono far schiantare il velivolo. Il presidente riesce a salvarsi eiettandosi con una capsula di salvataggio prima dell'impatto su Manhattan, ma viene immediatamente rapito. L'Alto commissario di polizia Hauk decide allora di inviare Jena Plissken, garantendogli la fedina penale pulita se riuscirà in 24 ore a riportare in salvo il Presidente con i suoi documenti segreti, fra cui un'audiocassetta su cui è registrato il suo discorso. Se però non ritornerà nel tempo stabilito morirà per l'esplosione di due microbombe iniettategli nel collo.
Approdato a Manhattan, Jena fa la conoscenza di un tassista che gli rivela che il presidente è tenuto prigioniero dal personaggio dominante, considerato il signore di New York, detto il "Duca", e lo accompagna alla dimora di "Mente", che Jena scopre essere il suo ex compagno di crimini Harold Helman, e della sua compagna Maggie, in grado di arrivare al presidente. I due riescono in effetti a liberarlo, mentre Jena, dopo essere stato catturato dagli uomini del Duca, riesce a fuggire. Insieme al taxista i quattro, inseguiti dal Duca, fuggono in auto attraverso uno dei ponti minati, unica via di uscita da Manhattan.
Sopravvivono solo Jena e il Presidente, che, issato dalla polizia oltre il muro del carcere, uccide il Duca. Jena riesce a far disattivare sul filo dei secondi le microbombe inseritegli in corpo, dopo aver consegnato ad Hauk il prezioso nastro. Quando però il Presidente, collegato via satellite con la conferenza internazionale, inizia a trasmetterlo, ne esce il pezzo musicale preferito dal tassista, mentre Jena si allontana distruggendo il nastro originale che aveva sostituito.

## Produzione
Il costo di produzione della pellicola è stato di 6 milioni di dollari.

### Sceneggiatura
La sceneggiatura di 1997: Fuga da New York è basata su un soggetto originariamente scritto per Clint Eastwood negli anni '60-'70. Carpenter la riadattò insieme a Nick Castle. Inizialmente, la sceneggiatura conteneva delle piccole variazioni: ad esempio, all'inizio del film si doveva far vedere Jena che eseguiva una rapina a mano armata ad una banca, cosa per altro testimoniata dalla presenza - nella colonna sonora - della traccia The Bank Robbery, composta da Carpenter e mai inclusa nella pellicola: questa venne poi inclusa nell'edizione speciale statunitense del DVD. Nel finale, invece, il commissario Hauk (Lee Van Cleef) doveva svelare a Jena che le microcapsule non erano mai state iniettate nel corpo e il tutto era solo un espediente per accelerare i tempi: la soluzione fu poi adottata da Carpenter per Fuga da Los Angeles.
La presunta morte di Jena Plissken, tormentone ricorrente nel film, è un omaggio a un amico di Carpenter di nome Plissken e da tutti soprannominato Snake (l'originale inglese di Jena), che era stato creduto morto.
Visto il successo del film, venne poi girato nel 1996 un sequel, mentre in quasi tutto il mondo i produttori iniziarono a sfornare decine di remake più o meno scadenti.

### Cast
- Il regista John Carpenter, all'epoca della prima stesura del soggetto, durante la sua formazione universitaria, vedeva Clint Eastwood nel ruolo di Jena Plissken, trovandolo in seguito inadatto. I produttori Larry J. Franco e Debra Hill, proposero Tommy Lee Jones o Charles Bronson, ma il primo declinò e il secondo fu ritenuto da Carpenter troppo anziano. La parte venne quindi assegnata a Kurt Russell, con il quale aveva già collaborato in Elvis, il re del rock. A posteriori gli stessi produttori riconobbero il ruolo di Russell cruciale nella costruzione del personaggio - con il tempo divenuto una vera icona dell'antieroe - carismatico e vitale per il grande esito della pellicola.
- Donald Pleasence, che aveva già collaborato con Carpenter in Halloween - La notte delle streghe (1978), avrebbe potuto costituire un problema per il personaggio del Presidente, per via del suo accento britannico, in contrasto con un requisito fondamentale per la candidatura, quello di essere statunitense di nascita. Attore e regista pensarono ad una spiegazione plausibile da inserire nel film, come un'infanzia ed un'educazione in suolo britannico, ma la scena fu tagliata.
- Alla fine dei titoli di coda è accreditato Joe Unger nel ruolo di "Taylor" che è assente nel film in quanto appare nella scena della rapina, tagliata poi nel montaggio finale.

### Regia
Molte scene vennero realizzate in grande economia: la città devastata venne ricostruita in un'ampia zona industriale fuori St. Louis, recentemente distrutta da un incendio di grandi proporzioni, un autentico colpo di fortuna per Carpenter. L'unica scena ad essere stata girata realmente a New York è quella iniziale, in cui alcuni prigionieri cercano di fuggire a bordo di un canotto, passando vicino alla statua della Libertà, scena dell'arrivo del commissario Hauk. Le scene in cui l'elicottero passa sopra Central Park vennero girate a San Fernando: sullo sfondo vennero montati alcuni modelli dell'agglomerato newyorkese cui provvide il regista James Cameron agli esordi.
In alcune sequenze sembrano comparire degli effetti speciali di grafica computerizzata, che aggiungono un ulteriore tocco futuribile ed al contempo risultarono un ingegnoso escamotage tecnico, come per l'impatto dell'aereo presidenziale ed il sorvolo dei grattacieli di Manhattan degli elicotteri della Polizia. In realtà, dati gli enormi costi che sarebbe stato allora necessario sostenere per realizzare animazioni in wireframe, si è ricorsi all'animazione tradizionale e ad un ulteriore espediente quale una comune ripresa di un plastico di New York (utilizzato nella scena del sorvolo notturno dell'aliante), ai cui edifici sono stati apposti fili trattati con vernice fosforescente, conferendo l'aspetto di una credibile skyline.
La scena di combattimento nel ring venne filmata nella sala grande della Union Station di St. Louis, un anno prima del restauro definitivo.
Alcune trovate furono una novità assoluta, come ad esempio l'auto guidata dal Duca (Isaac Hayes) ornata con lampadari. Anche le pistole usate per iniettare le microbombe nel collo di Jena erano piuttosto curiose: in realtà, si trattava di semplici strumenti usati in bigiotteria per forare i lobi delle orecchie e applicare orecchini.
Carpenter si divertì infine ad inserire omaggi ad alcuni registi che erano suoi amici: George A. Romero, David Cronenberg e Don Taylor. I loro cognomi sono infatti quelli dei personaggi interpretati da Frank Doubleday, John Strobel e Joe Unger.

## Colonna sonora
La colonna sonora del film venne composta da John Carpenter ed Alan Howarth: ad eseguirla fu Carpenter stesso. Nel 2005 è uscita la nuova versione, i cui spartiti sono composti da Carpenter e le musiche sono eseguite da Tommy Wallace. Le tracce sono le seguenti:
1. Main Title – 3:54
2. The Bank Robbery[Tracce 1] – 3:30
3. Prison Introduction[Tracce 2] – 0:20
4. Over the Wall/Airforce One – 2:23
5. He's Still Alive/Romero – 2:12
6. Snake Plissken[Tracce 2] – 1:41
7. Orientation – 1:47
8. Tell Him[Tracce 2] – 1:46
9. Engulfed Cathedral [Debussy][Tracce 1] – 3:33
10. Across the Roof – 1:17
11. Descent into New York – 3:37
12. Back to the Pod [Version #1][Tracce 1] – 1:34
13. Everyone's Coming to New York – 2:52
14. Don't Go Down There[Tracce 2] – 0:19
15. Back to the Pod/The Crazies Come Out [Version #2][Tracce 1] – 2:09
16. I Heard You Were Dead[Tracce 2] – 0:08
17. Arrival at the Library – 1:06
18. You Are the Duke of New York[Tracce 2] – 0:17
19. The Duke Arrives/Barricade – 3:35
20. The President at the Train[Tracce 1] – 2:53
21. Who Are You[Tracce 2] – 0:27
22. Police Action – 2:27
23. Romero and the President – 1:43
24. The President is Gone – 1:53
25. Chase Across the 69th Street Bird[Tracce 1] – 2:46
26. Over the Wall – 3:42
27. The Name is Plissken[Tracce 2] – 0:25
28. Snake Shake/End Credits[Tracce 1] – 3:58
29. Snake Shake/End Credits (Bonus Track)[Tracce 1] – 4:12

Annotazioni
1. 1 2 3 4 5 6 7 8  Inedito
2. 1 2 3 4 5 6 7 8  Dialogo

## Promozione

### Locandine
Le locandine e i manifesti utilizzati per la promozione del film, all'epoca della sua diffusione nelle sale cinematografiche italiane, sono opera dell'illustratore Renato Casaro mentre quelli per il mercato statunitense sono stati realizzati dall'illustratore Barry E. Jackson.

### Slogan
- «The world's greatest leader is a hostage in the most dangerous place on Earth. Now only the deadliest man alive can save him»
«Il leader più importante del mondo è in ostaggio nel luogo più pericoloso della Terra. Ora l'unico a poterlo salvare è l'uomo più letale al mondo»;
- «1997. New York City is now a maximum security prison. Breaking out is impossible. Breaking in is insane»
«1997. New York City è una prigione di massima sicurezza. Uscirne è impossibile. Entrarvi è da folli»[7];
- «New York City has Become the Only Maximum Security Prison for the Entire Country. Once You go In, You don't Come Out... Until Today»
«New York City è diventata l'unica prigione di massima sicurezza per l'intera nazione. Una volta entrato, non potevi uscire...almeno, fino ad oggi».

## Distribuzione
Il film è stato distribuito nelle sale cinematografiche italiane nel mese di ottobre del 1981.

### Data di uscita
Alcune date di uscita internazionali nel corso del 1981 sono state:
- 10 luglio 1981 negli Stati Uniti (Escape from New York)[9]
- 7 novembre 1981 in Italia[10]

## Accoglienza

### Incassi
La pellicola ha incassato a livello internazionale un totale di oltre 50 milioni di dollari. Nei soli Stati Uniti 25244700 $ e in Italia 2825000000 £.
Si è classificato al 16º posto tra i primi 100 film di maggiore incasso della stagione cinematografica italiana 1981-1982.

### Critica
In un articolo apparso sul quotidiano La Stampa, all'epoca dell'uscita della pellicola nelle sale cinematografiche, viene apprezzato il film sotto tutte le sue sfaccettature. Indipendentemente dal fatto che segua i canoni di un poliziesco, oppure di un film d'azione, il regista riesce comunque a descrivere alla perfezione un mondo degradato dalla violenza, senza avere mai la presunzione di voler anticipare una simbolica società futura ma descrivendo semplicemente il riflesso di quella attuale.
Comparandolo a Trappola di cristallo, James Berardinelli scrisse che «il film non è una pellicola di fantascienza, ma un ottimo intrattenimento pieno di avventura ed azione», ponendosi alla fine un interrogativo riguardante l'esito finale del film: «un film di fantascienza fallito e trasformato in una commedia piena d'azione o un cult fantavventuroso?».
L'italiano Marco Minniti, in una recensione del maggio 2003, scrisse invece che Fuga da New York è un film cult che ha creato un'icona e si colloca perfettamente nel cammino di Carpenter, riproponendo i "mostri" di Distretto 13 (lì erano i membri di una gang di criminali, qui i mostri invisibili ed indefiniti sono i Pazzi) e uscendo dai canoni del "blockbuster".
Minniti lodò la fotografia di Fuga da New York e la colonna sonora del film, che erano in grado di conferire alla città di Manhattan ed alla scenografia un effetto di «notte perenne».

## Influenza culturale

Michael Sopkiw in 2019 - Dopo la caduta di New York, con un look molto simile a quello di Jena.

Fuga da New York ha ispirato diversi epigoni sul genere futuribile apocalittico, anche in Italia. Sono stati realizzati ad esempio 2019 - Dopo la caduta di New York (1983), di Sergio Martino e 1990 - I guerrieri del Bronx di Enzo G. Castellari, ambientato in una metropoli statunitense con aree dove il potere delle Autorità viene meno. 2019 - Dopo la caduta di New York ricalca in parte la trama di 1997: fuga da New York, ma il regista ha asserito che la sceneggiatura di 2019 venne scritta prima di 1997. Il film ha ispirato il personaggio Solid Snake protagonista della serie Metal Gear di Hideo Kojima.

## Sequel
Nel 1996 viene distribuito Fuga da Los Angeles (Escape from L.A.) sempre diretto da John Carpenter. Questo film, anche se viene considerato come una sorta di remake se non una parodia, è il sequel ufficiale della pellicola del 1981.

## Remake
L'attore scozzese Gerard Butler ha dichiarato di essere stato contattato per interpretare il ruolo di Jena "Snake" Plissken (che nel film originale fu di Kurt Russell). Al remake furono coinvolti Neal H. Moritz come produttore e Ken Nolan per scrivere la sceneggiatura; intervistato riguardo al rifacimento, Carpenter affermò che avrebbe preferito un prequel, per capire come si è arrivati ai fatti de 1997: Fuga da New York.
I diritti del film furono acquisiti dalla New Line Cinema, in collaborazione con StudioCanal; e Carpenter fu associato come produttore esecutivo.
Per un breve periodo, Len Wiseman fu coinvolto come regista, ma dovette abbandonare il progetto; al posto suo si è rumoreggiata l'assunzione di Brett Ratner.
Ratner non ha mai chiarito la sua posizione al riguardo, ma è stato confermato che la New Line ha scritturato Jonathan Mostow per rimaneggiare la sceneggiatura, e in eventualità considerare un suo posto da regista.

## Influenza culturale
Leo Ortolani ha realizzato un'elaborata parodia del film tra i numeri 41 e 44 di Rat-Man.

## Riconoscimenti
- 4 candidature al Saturn Award del 1982 per
  - "migliori costumi" a Stephen Loomis;
  - "miglior regia" a John Carpenter;
  - "miglior trucco" a Ken Chase;
  - "miglior film di fantascienza" a John Carpenter.